# Desulfonace
Desulfonace je organická reakce, která spočívá v hydrolytickém odstranění sulfonové skupiny, je tak opakem sulfonace. Využívá se převážně u aryl- a naftylsulfonových kyselin.
Obecná rovnice desulfonace alkylbenzensulfonové kyseliny vypadá takto:
RC6H4SO3H + H2O → RC6H5 + H2SO4
Tato reakce se využívá při regiospecifické přípravě 2-chlortoluenu chlorací kyseliny p-toluensulfonové a následnou hydrolýzou meziproduktu. Rovněž se dá použít na přípravu 2,6-dinitroanilinu.